# 北博滕省
北博滕省（瑞典語：Norrbottens län）位于瑞典最北部，和西博滕省相邻，濒波的尼亞灣。它还和挪威的诺尔兰和特罗姆斯以及芬兰的拉普蘭區接壤。

## 市镇
北博滕省由14个市镇组成：
- 阿尔耶普卢格市镇 - Arjeplog
- 阿尔维斯尧尔市镇 - Arvidsjaur
- 布登市镇 - Boden
- 耶利瓦勒市镇 - Gällivare
- 哈帕兰达市镇 - Haparanda
- 约克莫克市镇 - Jokkmokk
- 卡利克斯市镇 - Kalix
- 基律纳市镇 - Kiruna
- 吕勒奥市镇 - Luleå
- 帕亚拉市镇 - Pajala
- 皮特奥市镇 - Piteå
- 艾尔夫斯宾市镇 - Älvsbyn
- 上卡利克斯市镇 - Överkalix
- 上托尔内奥市镇 - Övertorneå

萨米语可以在跟阿尔耶普卢格市镇、耶利瓦勒市镇、约克莫克市镇和基律纳市镇的地方政府联系时使用。同样，芬兰语和梅安语可以在耶利瓦勒市镇、哈帕兰达市镇、基律纳市镇、帕亚拉市镇和上托尔内奥市镇内使用。